# Clan of Xymox
Clan of Xymox, även kända som endast Xymox, är ett nederländskt gothrockband. De bildades 1984 och är fortfarande verksamma.
De kontrakterades av det kända alternativbolaget 4-AD genom att Ronny Moorings lämnat en kopia av Subsequent Pleasures till Brendan Perry (Dead Can Dance). De höll kontakten och Ronny blev senare tillfrågad om Xymox ville göra en turné tillsammans med DCD, vilket de accepterade. Efter ett tag så blev de kontaktade av Ivo Watts från 4-AD. De ligger dock nu på ett eget bolag som heter Xymox Control.

## Bandmedlemmar
- Ronny Moorings - gitarr, sång
- Mojca Zugna - bas
- Mario Usai - gitarr
- Yvonne de Ray - keyboards
- Denise Dijkstra - keyboards
- Agnes Jasper - keyboards

## Diskografi
- 1984 – Subsequent Pleasures
- 1985 – Clan of Xymox
- 1986 – Medusa
- 1989 – Twist of Shadows
- 1991 – Phoenix
- 1992 – Metamorphosis
- 1993 – Headclouds
- 1997 – Hidden Faces
- 1999 – Creatures
- 2000 – Live
- 2001 – Notes from the Underground
- 2003 – Farewell
- 2004 – The Best of Clan of Xymox
- 2006 – Breaking Point
- 2009 – In Love We Trust
- 2011 – Darkest Hour
- 2012 – Kindred Spirits
- 2014 – Matters of Mind, Body & Soul